# Encyrtus saissetiae
Encyrtus saissetiae är en stekelart som först beskrevs av Keizo Yasumatsu och Yoshimura 1945.  Encyrtus saissetiae ingår i släktet Encyrtus och familjen sköldlussteklar. Inga underarter finns listade i Catalogue of Life.